# 西班牙的圣雅各伯圣殿 (那不勒斯)
西班牙的圣雅各伯圣殿（San Giacomo degli Spagnoli）是一座罗马天主教的宗座圣殿，位于意大利那不勒斯中心的市政厅广场。这是一座文艺复兴教堂，于1812年由国王费迪南多一世合并入政府大楼圣雅各伯宫，毗邻新堡。圣雅各伯宫现在是那不勒斯的市政厅。另一座西班牙的圣雅各伯教堂在罗马。

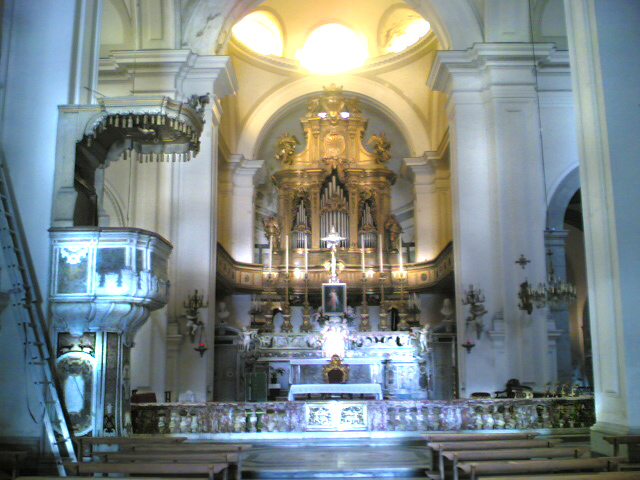
正祭台和后殿

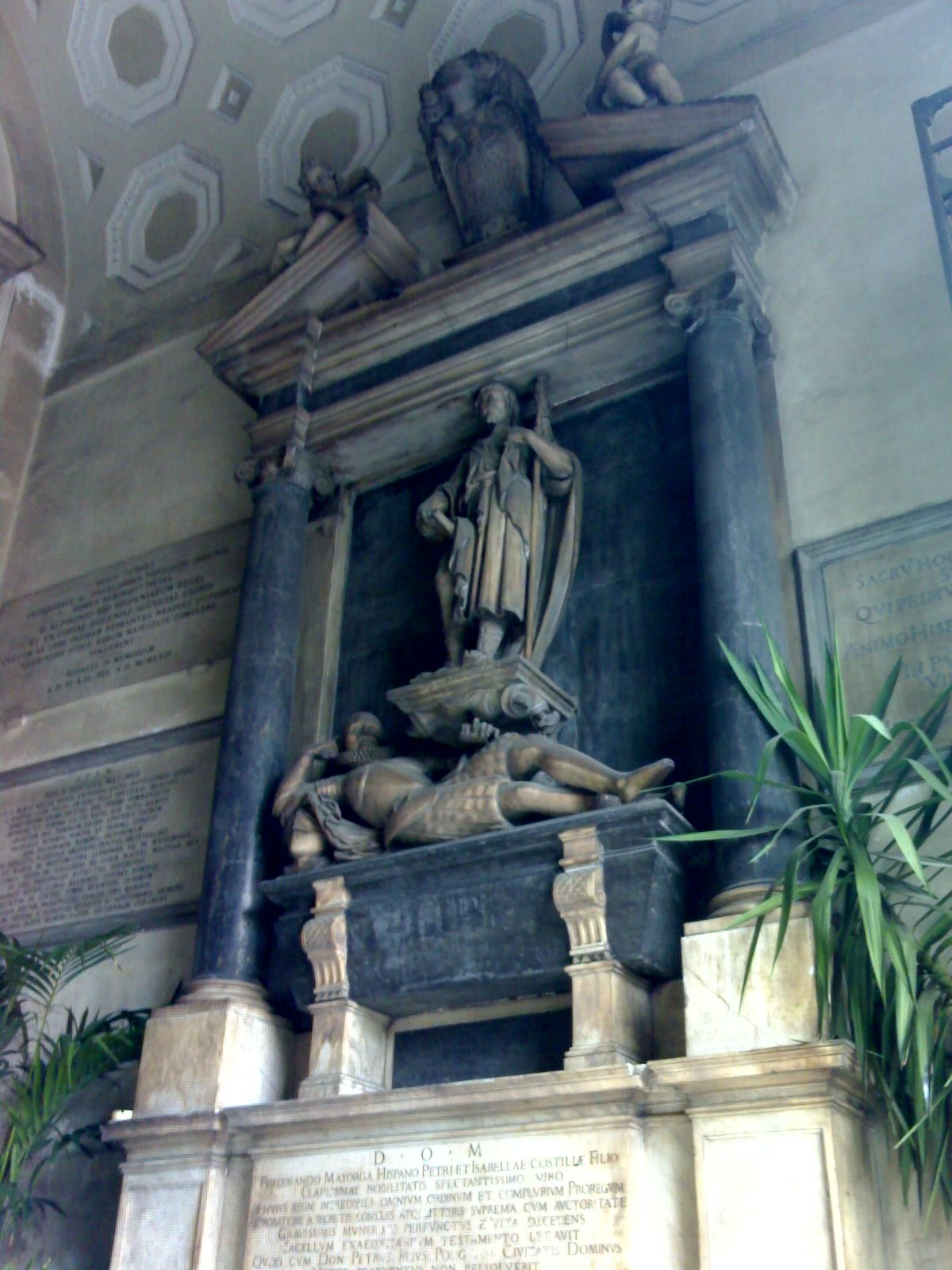
费迪南多·马洛卡像

最初的教堂于1540年由西班牙总督维拉弗兰卡侯爵佩德罗·阿尔瓦雷斯·托莱多兴建，属于毗邻的济贫院。该教堂供奉西班牙的主保圣人圣雅各伯，由费迪南多·曼利奥设计.兴建圣雅各伯宫时拆除了立面，但保留了三个走道和一个高大的中央天花板的内部布局。 
内部仍然保留了许多宏伟的墓葬，包括总督唐·佩德罗·德·托莱多，他的妻子和儿子，由乔瓦尼·达·诺拉雕刻于1570年。入口附近的两个雕塑由弗朗西斯科·卡萨诺雕刻。后殿的费迪南多·马洛卡和他的妻子波蒂亚·柯尔尼利亚的坟墓由米开朗基罗 Naccherino完成。阿方索·巴苏尔特墓由汉尼拔·卡卡维罗和乔瓦尼·多梅尼科·D'Auria雕刻。
该教堂在二战期间曾遭轰炸而受损。现在很少对公众开放。
40°50′26″N 14°15′00″E / 40.840650°N 14.249920°E